# Agriculture en Roumanie

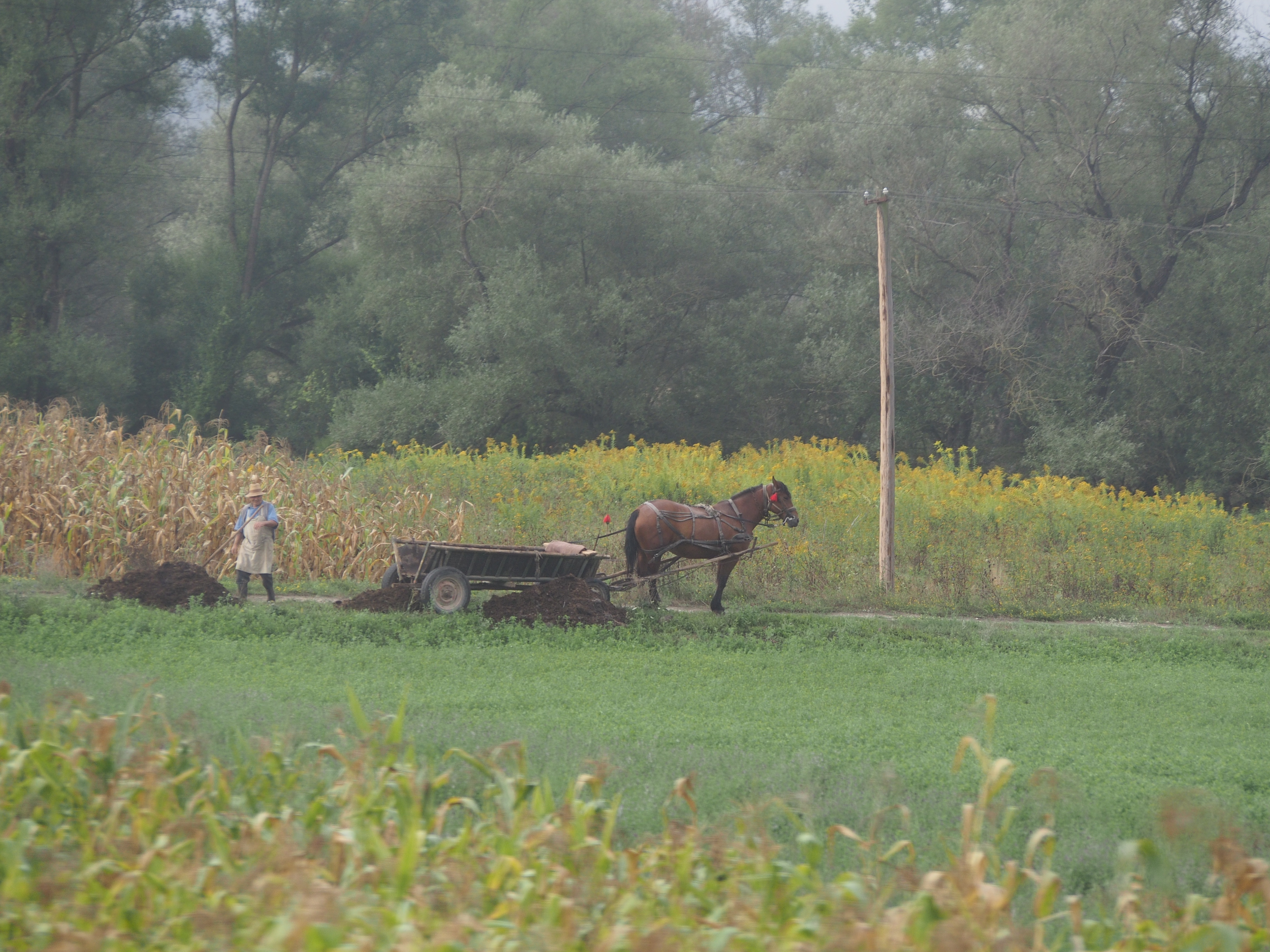
Photo prise en dans l'est de la Roumanie

L'agriculture représente pour la Roumanie une part importante de son économie puisqu'elle constitue 4,1% du PIB du pays en 2019. Néanmoins, elle a une part de plus en plus réduite dans l'économie puisqu'elle représentait 12,6 % du PIB en 2004. C'est 7,8 % de la population qui travaillaient dans l'agriculture en 2014. Le territoire national est plutôt propice à l'agriculture puisque 37,3 % de sa surface sont constitués de terres arables contre 11 % pour la moyenne mondiale. Cela laisse 0,44 hectare de terre arable par personne. 

## Histoire
La Roumanie a été un pays essentiellement rural jusqu'à la fin de la Seconde Guerre mondiale, en 1940 : c'est alors 85 % de la population qui vivait à la campagne. En 1945, le parti communiste à la tête du pays confisque les terres qui ne sont pas cultivées et ce n'est pas moins de 1 458 000 d'hectares qui furent récupérés et redistribués pour former 400 000 petites exploitations. 359 000 hectares sont gardés pour former des domaines d'état : 80 000 hectares sont attribués aux établissements de recherche agronomique et le reste constitue des fermes d'état.
Après la chute du régime communiste de Ceausescu en 1989, la reprivatisation des terres aura lieu et ce dès l'année suivante (1990). En février 1991 aura lieu une réforme agraire qui vient déstabiliser une situation déjà critique. Lorsque le régime communiste était en place, celui-ci avait en charge la production et la gestion des terres, bien que peu efficace ceci permettait d'importantes économies d'échelle. Lors de la réforme de février 1991, ces économies disparaissent faisant ainsi chuter la productivité des exploitations devenues trop petites. On fait alors appel à la force animale à défaut de pouvoir investir dans la mécanisation. 
Encore aujourd'hui l'agriculture du pays reste peu mécanisée et peu productive.

## Production

Produits roumains sur un marché de Cluj-Napoca en 2025

La Roumanie se situe en 2018 à la 3e place du plus gros producteur de céréales dans l'Union européenne et à la première place sur la production de maïs. C'est 30 millions de tonnes de céréales qui ont été produites en une année. Le maïs représente 19 de ces 30 millions de tonnes avec une production par hectare de 7,8 tonnes. Cette céréale a connu une augmentation d'un tiers par rapport à l'année 2017. Ainsi, la Roumanie produit plus d'un quart (28 %) de la production européenne de maïs. 
Sur le blé, celle-ci se situe en 4e position au sein de l'Union Européenne avec un peu plus 10 millions de tonnes produites au cours de l'année 2018 en augmentation de 2 % par rapport à l'année d'avant. La production a été de 4,8 tonnes par hectare cultivé.
Enfin, la production de tournesol était de 3,3 millions de tonnes en 2018, ayant connu une augmentation de 15 % par rapport à l'année précédente. Avec une production de 2,9 tonnes par hectare.
En moyenne en 2017, c'est 5 223 kg de céréales qui étaient produits par hectare, c'est plus que la moyenne mondiale qui se situait la même année à 4 074 kg par hectare. En moyenne, c'est 59,9 kg d'engrais qui sont utilisés par hectare.
| Année de production | 2000 | 2001 | 2002 | 2003 | 2004 | 2005 | 2006 | 2007 | 2008 | 2009 | 2010 | 2011 |
| ------------------- | ---- | ---- | ---- | ---- | ---- | ---- | ---- | ---- | ---- | ---- | ---- | ---- |
| Blé                 | 4434 | 7735 | 4421 | 2479 | 7812 | 7340 | 5526 | 3044 | 7181 | 5202 | 5587 | 7192 |
| Pomme de terre      | 3469 | 3997 | 4077 | 3947 | 4230 | 3738 | 4015 | 3712 | 3649 | 4004 | 3258 | 4113 |
| Tournesol           | 720  | 823  | 1002 | 1506 | 1557 | 1340 | 1526 | 546  | 1169 | 1098 | 1264 | 1864 |
| Tomate              | -    | 651  | 658  | 818  | 805  | 379  | 571  | 407  | 536  | 470  | 414  | 560  |
| Pomme               | -    | 507  | 491  | 811  | 1097 | 611  | 579  | 472  | 455  | 513  | 543  | 624  |